# NGC 1111
NGC 1111 (IC 1850) è una galassia lenticolare ipoteticamente situata nella costellazione dell'Ariete, a una distanza di circa 423 milioni di anni luce dalla nostra Via Lattea.

## Scoperta

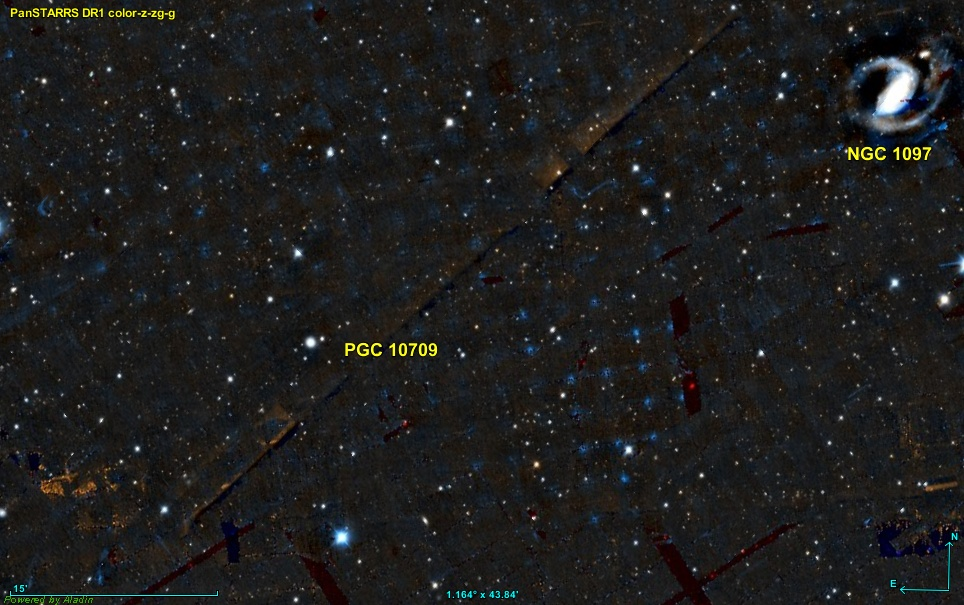
Il database SIMBAD identifica NGC 1111 con PGC 10709

La galassia è stata scoperta il 2 dicembre 1863 dall'astronomo tedesco Albert Marth. L'identificazione di questa galassia è tuttavia molto incerta.
Data l'imprecisione nelle coordinate riportate nel corso dell'osservazione, alcuni autori identificano NGC 1111 con IC 1850. Il database SIMBAD la identifica con PGC 10719. Seligman ritiene anche possibile che NGC 1111 sia da considerarsi un oggetto inesistente o perduto, in quanto non è presente alcuna galassia nella posizione indicata da Albert Marth nelle sue osservazioni del 2 dicembre 1863.